# Барнсвил (Охајо)
Барнсвил (енгл. Barnesville) град је у америчкој савезној држави Охајо.

## Демографија
По попису из 2010. године број становника је 4.193, што је 32 (-0,8%) становника мање него 2000. године.
| Група             | 2000.         | 2010.         |
| Белци             | 4.148 (98,2%) | 4.049 (96,6%) |
| Афроамериканци    | 30 (0,7%)     | 38 (0,9%)     |
| Азијати           | 7 (0,2%)      | 13 (0,3%)     |
| Хиспаноамериканци | 11 (0,3%)     | 26 (0,6%)     |
| Укупно            | 4.225         | 4.193         |